# Arenarba perplexa
Arenarba perplexa là một loài bướm đêm trong họ Noctuidae.